# Катастрофа Ми-8 в Горном Бадахшане 8 марта 2008 года
Катастрофа Ми-8 в Горном Бадахшане 8 марта 2008 года — крушение транспортного вертолёта таджикской компании Tajik Air с 3 членами экипажа и 12 пассажирами на борту, 1 человек погиб.

## Обстоятельства происшествия
Вертолёт вылетел из Душанбе в Хорог, где приблизительно в 14:00 местного времени принял на борт 11 иностранных туристов-горнолыжников. Полёт был продолжен к месту спуска с горы в предварительно намеченный и согласованный с экипажем вертолёта район. Руководитель группы указал экипажу предполагаемую площадку для посадки, находившуюся на высоте 4 100 м. После её облёта КВС принял решение не выполнять посадку. Затем КВС выбрал вторую площадку, но после её облёта также решил не совершать посадку. Наконец, КВС подобрал третью площадку и начал выполнение посадки, во время которой вертолёт задел склон горы. На высоте приблизительно 10—15 метров, по свидетельству очевидцев, вертолёт закрутился вокруг вертикальной оси и, сделав 2—3 оборота, упал на левый бок. После эвакуации людей вертолёт загорелся и полностью сгорел. Место катастрофы находится на высоте 3 920 м. Погиб командир экипажа, 2 члена экипажа и 2 пассажира получили ранения.

## Сведения о воздушном судне и экипаже
Тип ВС = Ми-8МТВ-1

Регистрационный номер (id) ВС = EY-25169

Государство регистрации ВС = Таджикистан

Заводской номер ВС = 95380

Категория рейса = Транспортный

Сведения об экипаже = КВС Толиб Тураевич Сардоров

Второй пилот = Рахим Рахимов

Бортмеханик = Рахмон Хамидов